# Insolvenzverwaltervergütung
Die Insolvenzverwaltervergütung ist Teil der Kosten, die in einem Insolvenzverfahren gemäß § 54 InsO anfallen. Die Höhe der Vergütung ist in der Vergütungsverordnung für Insolvenzverwalter (InsVV) genauer geregelt und berechnet sich anhand der für die Gläubiger erzielten Masse. Die Abrechnung erfolgt am Ende des Verfahrens, Vorauszahlungen zur Abdeckung laufender Kosten sind auf Antrag möglich.

## Grundvergütung
Laut § 63 InsO hat der Insolvenzverwalter „Anspruch auf Vergütung für seine Geschäftsführung und auf Erstattung angemessener Auslagen“. Die Grundvergütung orientiert sich an einem differenzierten Stufenmodell. Je mehr Insolvenzmasse der Insolvenzverwalter für die Gläubiger erwirtschaftet, desto höher ist seine Vergütung. Gemäß § 2 InsVV erhält der Insolvenzverwalter 40 % von den ersten 35.000 Euro der Insolvenzmasse. Vom Mehrbetrag bis 70.000 Euro sind es 26 %, vom Mehrbetrag bis 350.000 Euro sind es 7,5 %, vom Mehrbetrag bis 700.000 Euro sind es 3,3 %, vom Mehrbetrag bis 35.000.000 Euro sind es 2,2 %, vom Mehrbetrag bis 70.000.000 sind es 1,1 %, vom Mehrbetrag bis 350.000.000 sind es 0,5 %, vom Mehrbetrag bis 700.000.000 sind es 0,4 %, vom darüber hinaus gehenden Betrag sind es 0,2 %. Ziel des Reglements ist das Verhindern von Exzessen und das Schaffen des Anreizes, möglichst viel Masse zugunsten der Gläubiger zu realisieren.
Insbesondere die Abwicklung von großen Insolvenzverfahren ist nur von großen Kanzleien zu bewältigen, die über einen umfangreichen Stab qualifizierten Personals verfügen. Kosten für Büromieten, Sekretariate, Sachbearbeiter, IT-Infrastruktur und Berufshaftpflichtversicherungen werden von der Verwaltervergütung abgedeckt. Die Insolvenzverwaltervergütung wird für die gesamte Dauer des Insolvenzverfahrens gezahlt. Die Vergütung wird üblicherweise innerhalb von Insolvenzverwaltungssoftware ermittelt.

## Zu- und Abschläge
Neben der Grundvergütung sieht das Gesetz einige Zu- oder Abschläge vor, die in § 3 InsVV geregelt sind. Zuschläge können bei besonders komplexen Fällen genehmigt werden, beispielsweise bei Unternehmen, welche eine komplizierte Struktur und Tochterunternehmen aufweisen oder wenn besonders viele Arbeitsplätze betroffen sind. Entsprechend können vom Gericht Abschläge angeordnet werden, wenn das Verfahren nur geringe Anforderungen an den Verwalter stellt. Besondere Zuschläge sind auch für die Fortführung eines Unternehmens und die Erstellung eines Insolvenzplans vorgesehen.

## Bewilligung und Kontrolle
Ansprüche auf eine an der Masse und den gesetzlichen Vorschriften orientierte Vergütung werden über einen förmlichen Antrag inklusive einer ausführlichen Begründung eingereicht. Als Kontrollinstanz fungiert der Gläubigerausschuss. Das Insolvenzgericht prüft den Antrag und setzt die Vergütung fest. Bei einigen Insolvenzgerichten wurden extern sog. Schlussrechnungsprüfer mit der Prüfung der Vergütungsrechnung beauftragt. Diese externe Vergabe wird unterschiedlich gesehen, denn einerseits wird die Rechnungsprüfung als ursächliche Aufgabe der zuständigen Rechtspfleger betrachtet, deren Berufshaftpflichtversicherung sie auch vor Fehlentscheidungen schützt, andererseits können Schlussrechnungen ein solch hohes Maß an Komplexität aufweisen, dass es quasi unmöglich ist, mit justizinternen Mitteln eine Prüfung durchzuführen. In jedem Falle geht eine solch externe Vergabe der Schlussrechnungsprüfung zu Lasten der verfügbaren Masse, d. h. die Gläubiger erhalten weniger Geld, wenn die Gerichte die Rechnungen extern prüfen lassen.

## Auslegungen und Gerichtsentscheide
Die Vergütungsverordnung für Insolvenzverwalter war und ist steten Diskussionen und Gerichtsentscheidungen unterworfen. Dies ist größtenteils darauf zurückzuführen, dass die einhergehenden Normen teilweise ungenau sind und Interpretationsmöglichkeiten zulassen. Davon betroffen sind zwei Kernbereiche:
- Welche Dienstleistungen sind Bestandteil der Vergütung?
- Welche Dienstleistungen können separat abgerechnet werden, da sie z. B. von externen Dienstleistern erbracht wurden?
- Wie werden zu zahlende Steuern in die Vergütung eingerechnet?

Bei den ersten beiden Punkten handelt es sich um den Gesamtumfang des Dienstleistungsspektrums des Insolvenzverwalters. Grundsätzlich wird davon ausgegangen, dass der Verwalter für seine Vergütung sämtliche Leistungen innerhalb eines Insolvenzverfahrens erbringt. In der Regel können und müssen jedoch Leistungen extern vergeben werden, die der Verwalter – auch bei einem sehr gut ausgestatteten Büro – nicht selbst erbringen kann. Solche Dienstleistungen sind zum Beispiel zunehmend EDV-Leistungen, umfangreiche steuerrechtliche Aufbereitungen, Klagen im Rahmen des Insolvenzverfahrens u. a. Es herrscht zwar juristischer Konsens darüber, dass diese Leistungen – zum Beispiel durch Externe erbracht – extra abgerechnet werden können, kein Konsens herrscht jedoch bezüglich bestimmter einfacher Aufgaben, da diese schlicht nicht definiert sind. Diese Vergütungsdiskussionen werden auch dadurch befeuert, dass die Frage aufgeworfen wird, ob die speziellen Insolvenzverwalterprogramme Funktionalitäten bereitstellen müssen, so dass der Verwalter die Leistung im eigenen Hause erbringen kann.
Der Einfluss der Steuerberechnung in der Vergütung war und ist gesetzlich nicht klar geregelt. Da die Verwaltervergütung aus der Insolvenzmasse gezahlt wird und in der Regel sowohl auf die Vergütung Umsatzsteuern gezahlt werden als auch die Masse eine Vorsteuerrückerstattung erhält, führte dies in Kombination der Abhängigkeit der Vergütung von der Masse zu einer zirkulären Berechnung. Tatsächlich musste basierend auf diesem Gedankengang zur Berechnung der Vergütung ein Integrationsverfahren durchgeführt werden. Der Bundesgerichtshof hat diesbezüglich zwischenzeitlich entschieden, dass solche Integrationsberechnungen (die sich ja vergütungserhöhend auswirkten) nur in einer Stufe durchzuführen, also zu unterlassen sind.